# Законодательное собрание Виктории
Законодательное собрание Виктории (англ. Victorian Legislative Assembly) — нижняя палата двухпалатного парламента штата Виктория Австралии; верхняя палата — Законодательный совет Виктории. Оба органа расположены в здании парламента на Спринг-стрит в Мельбурне.
Председателем Законодательного собрания является спикер. В настоящее время 88 членов Законодательного собрания избираются по одномандатным округам.

## История
1 июля 1851 года Виктория была провозглашена колонией, отделившейся от колонии Новый Южный Уэльс актом британского парламента. Законодательное собрание было создано 13 марта 1856 года с принятием Избирательного закона Виктории, через пять лет после создания однопалатного Законодательного совета. Законодательное собрание впервые собралась 21 ноября 1856 года и состояла из шестидесяти членов, избранных по тридцати семи одномандатным и многомандатным округам. С провозглашением Австралийской Федерации 1 января 1901 года парламент штата Виктория продолжал работу, за исключением того, что колония теперь стала государством.
В 1917 году националистическое правительство в Виктории ввело обязательное рейтинговое голосование перед государственными выборами 1917 года. Это позволило партийным фракциям выставлять конкурирующих кандидатов без разделения голосов, сохраняя предпочтения среди членов партии.

## Состав и выборы
Законодательное собрание в настоящее время состоит из 88 депутатов, каждый из которых избирается по одномандатным избирательным округам, более известным как избирательные участки или места, с использованием избирательного голосования, она является той же системой голосования, которая используется для федеральной нижней палаты, Палаты представителей Австралии.
Члены Законодательного собрания избираются на фиксированный срок в 4 года, причем выборы проводятся в последнюю субботу ноября каждые 4 года. Нет ограничений по количеству сроков, на которые член собрания может участвовать в выборах. Свободные места распределяются на дополнительных выборах.

### Текущий состав

#### Распределение мест
| Партия                            | Количество мест |
| --------------------------------- | --------------- |
| Лейбористская партия              | 55              |
| Либерально-национальная коалиция: | (27)            |
| Либеральная партия                | 21              |
| Национальная партия               | 6               |
| Зеленые Австралии                 | 3               |
| Независимые кандидаты             | 3               |
| Итого                             | 88              |

## Должностные лица

### Спикер
В начале каждого нового парламентского срока Законодательное собрание избирает одного из своих членов в качестве председателя, известного как спикер. Если действующий спикер желает занять должность ещё раз, то собрание может переизбрать его или её, просто подав соответствующее ходатайство; в противном случае проводится тайное голосование. На практике спикер обычно является членом правящей партии или партий, которые имеют большинство в палате. Спикер по-прежнему является членом его или её политической партии, но на их усмотрение встает вопрос о том, посещает ли он партийные собрания или нет. Спикер также продолжает выполнять свои обычные обязанности депутата в качестве члена парламента и должен участвовать в избирательной кампании, чтобы быть переизбранным в качестве члена парламента.
Собрание также избирает заместителя спикера, который помогает спикеру в выполнении его обязанностей.

### Должностные лица, не являющиеся членами собрания
Законодательное собрание также поддерживается отделом государственных служащих, который обеспечивает процедурные и административные консультации по работе собрания и выполняет другие функции. Руководителем департамента является секретарь собрания, которому помогают заместитель секретаря, комитеты помощника секретаря и секретариат.
Собранию также помогает парламентский пристав, который в настоящее время также занимает должность помощника секретаря.

## Выборы в Виктории 2018
| Зарегистрированные избиратели         | 4,139,326        |       |                                    |               |                      |
| Получено голосов                      | 3,732,062        |       | Явка избирателей                   | 90.16         | −2.86                |
| Получено незарегистрированных голосов | 217,476          |       | Незарегистрированных голосов       | 5.83          | +0.61                |
| Сводка голосов по партиям             |                  |       |                                    |               |                      |
| Партия                                | Первичные голоса | %     | Сравнение с предыдущим результатом | Мест получено | Изменение числа мест |
| Лейбористская партия                  | 1,506,467        | 42.86 | +4.77                              | 55            | +8                   |
| Либеральная партия                    | 1,069,146        | 30.42 | −6.04                              | 21            | −9                   |
| Зеленые Австралии                     | 376,704          | 10.72 | −0.76                              | 3             | +1*                  |
| Национальная партия                   | 167,625          | 4.77  | −0.76                              | 6             | −2                   |
| Партия правосудия животных            | 63,974           | 1.82  | +1.59                              | 0             | ±0                   |
| Партия стрелков, рыбаков и фермеров   | 24,257           | 0.69  | +0.61                              | 0             | ±0                   |
| Демократическая лейбористская партия  | 24,097           | 0.69  | +0.60                              | 0             | ±0                   |
| Социалисты Виктории                   | 15,442           | 0.44  | +0.44                              | 0             | ±0                   |
| Партия Разума                         | 12,693           | 0.36  | +0.10                              | 0             | ±0                   |
| Партия транспортного вопроса          | 10,313           | 0.29  | +0.29                              | 0             | ±0                   |
| Партия справедливости                 | 9,277            | 0.26  | +0.26                              | 0             | ±0                   |
| Стабильная Австралия                  | 8,183            | 0.23  | +0.23                              | 0             | ±0                   |
| Австралийская Аграрная партия         | 6,566            | 0.19  | −1.10                              | 0             | ±0                   |
| Либерально-демократическая партия     | 4,030            | 0.12  | +0.12                              | 0             | ±0                   |
| Партия битвы за Австралию             | 1,286            | 0.04  | +0.04                              | 0             | ±0                   |
| Австралийский Союз Свободы            | 1,232            | 0.04  | +0.04                              | 0             | ±0                   |
| Независимые кандидаты                 | 213,294          | 6.07  | +3.47                              | 3             | +2**                 |
| Итого                                 | 3,514,586        |       |                                    | 88            |                      |

## Полномочия
Большая часть законодательных актов принимается в Законодательном собрании. Партия или коалиция с большинством мест в нижней палате приглашается губернатором для формирования правительства. Лидер этой партии впоследствии становится премьер-министром Виктории, другие некоторые члены партии становятся министрами, отвечающими за различные сферы деятельности. Поскольку австралийские политические партии традиционно голосуют по партийному принципу, большинство законодательных актов, предложенных правящей партией, будут проходить через законодательное собрание.

### Комитеты
- Комитет по привилегиям
- Комитет по постоянным поручениям